# Bonaventura da Arischia
Bonaventura da Arischia (Arischia, ... – L'Aquila, 1º dicembre 1739) è stato un religioso italiano appartenente all'Ordine francescano e riconosciuto come servo di Dio dalla Chiesa cattolica.

## Biografia
Bonaventura nasce ad Arischia in una data non precisata e fin dalla prima giovinezza manifesta una forte vocazione alla vita religiosa e, dopo un periodo di discernimento, decide di entrare nell’ordine dei Frati Minori.
Essendosi formato nel primo noviziato nel convento di San Nicola di Arischia, conclude il secondo noviziato “con molta lode” nel convento di Santa Maria dei Lumi a Civitella del Tronto.
Tornato nel convento di San Bernardino a L’Aquila, Bonaventura diventa chierico e continua a condurre un’esistenza austera, povera e fortemente radicata nella regola francescana.
Muore in concetto di santità il 1 dicembre 1739.

## La spiritualità
L'unica descrizione che si ha della spiritualità di Bonaventura da Arischia viene scritta da Domenico di Sant'Eusanio. L'autore appunta che la semplice francescana era così incarnata nella condotta del servo di Dio che “egli nel primo e secondo noviziato fu lo specchio della gioventù, casto, divoto, e da tutti commendato anche dai Padri più gravi”.
Forte è anche l'impronta mariana, infatti Domenico di Sant'Eusanio appunta che anche la morte avviene “dopo d'aver recitato inginocchio e l’Ufficio della Beata Vergine Maria”.